# Alexander Shafranovich
Alexander Shafranovich (hebräisch אלכס שפרנוביץ'; * 2. April 1983 in Pryluky, Ukrainische SSR) ist ein israelischer Volleyballspieler.

## Karriere
Shafranovich wanderte 1994 mit seinen Eltern aus der Ukraine nach Israel aus. Sein Vater hatte als 100-Meter-Sprinter an den Olympischen Spielen 1976 teilgenommen und Shafranovich begann seine sportliche Karriere im Tennis, bevor er schließlich zum Volleyball wechselte. Von 2001 bis 2004 spielte er in Israel, zunächst bei Maccabi Hod haScharon und danach eine Saison bei Hapoel Hazor. 2004 verpflichtete der deutsche Bundesligist VfB Friedrichshafen den Kapitän der israelischen Nationalmannschaft und gewann mit ihm die deutsche Meisterschaft und den DVV-Pokal. In den folgenden beiden Jahren spielte Shafranovich jeweils eine Saison in Griechenland für EA Patras und in der Ukraine bei Azovstal Mariupol. Anschließend ging er nach Frankreich. Dort wurde er 2008 mit Beauvais Oise UC französischer Pokalsieger und stand zwei Jahre später mit Montpellier UC erneut im Endspiel. In der Saison 2010/11 war er mit dem montenegrinischen Verein OK Budvanska Rivijera in der Champions League aktiv. Nachdem er noch kurz beim italienischen Zweitligisten CheBanca Mailand gespielt hatte, kehrte er 2011 in die Bundesliga zurück und unterschrieb bei Generali Haching. Mit der Nationalmannschaft nahm er an der Universiade 2011 in Shenzhen teil. Mit den Hachingern wurde er 2012 Deutscher Vizemeister und 2013 DVV-Pokalsieger. Danach wechselte Shafranovich wieder nach Frankreich zu Nantes Rezé Métropole Volley, mit denen er am CEV-Pokal  2013/14 teilnahm. 2014 wechselte Shafranovich zu PAOK Thessaloniki, mit dem er 2015 griechischer Meister und Pokalsieger wurde. Nach einer Saison in Polen bei Jastrzębski Węgiel kehrte er zurück nach Thessaloniki und wurde 2017 erneut griechischer Meister. 2018 und 2019 wurde er hier jeweils Vizemeister und Pokalsieger. Seit 2019 spielt Shafranovich beim tschechischen Spitzenklub VK Dukla Liberec.